# Schillerlocke (Gebäck)

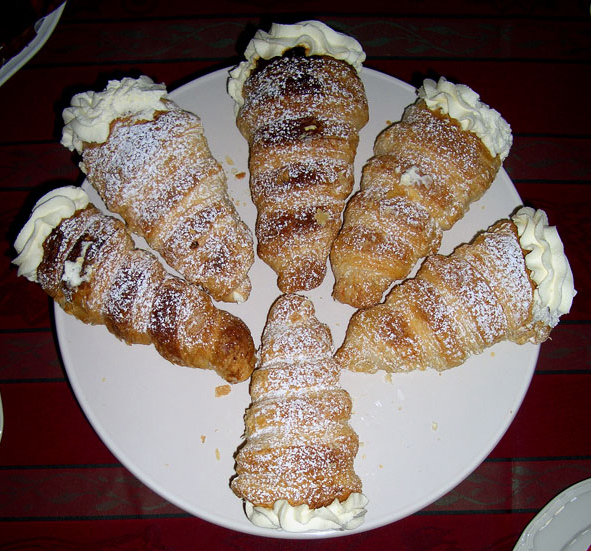
Schillerlocken

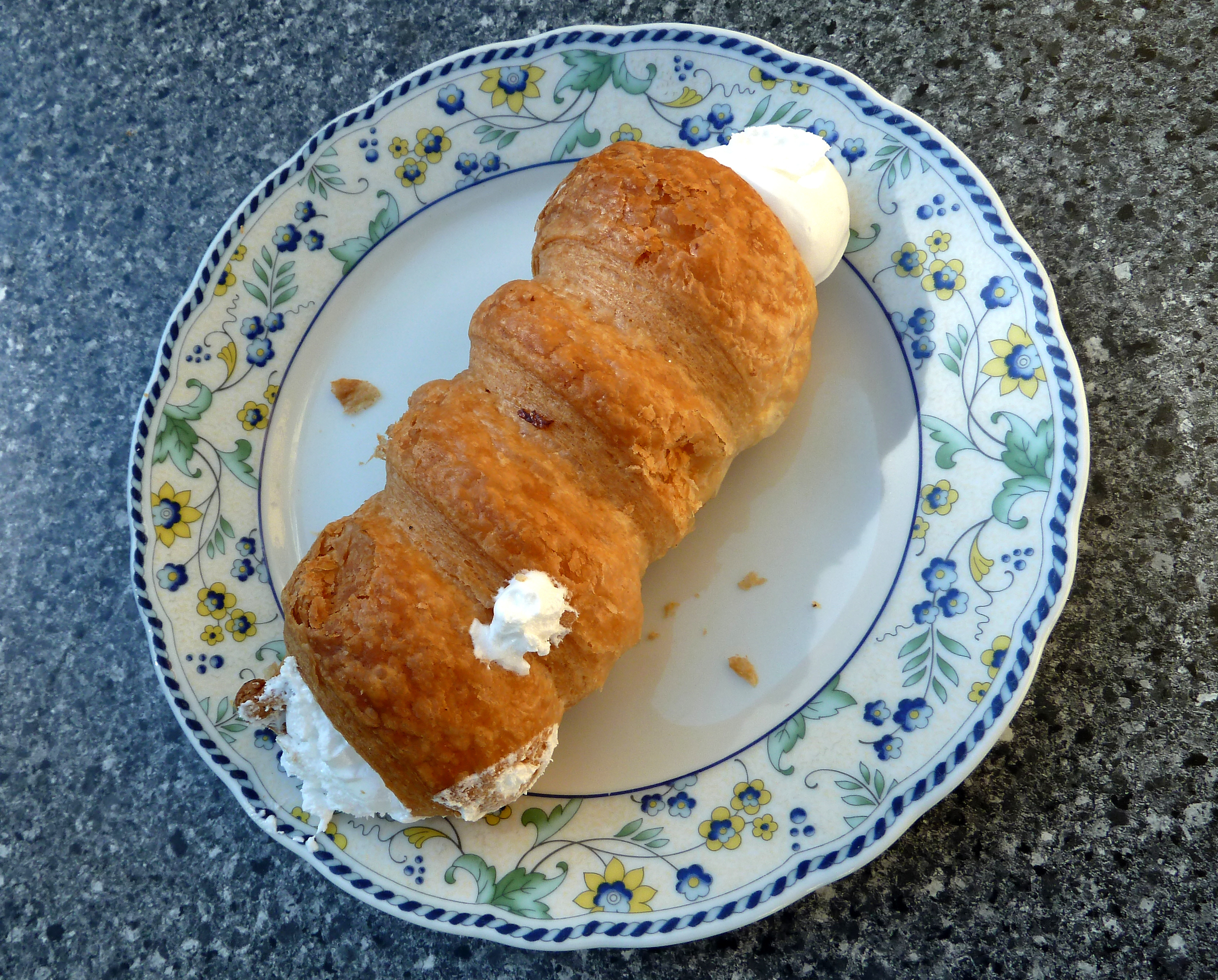
Schaumrolle, wie sie in Österreich üblich ist

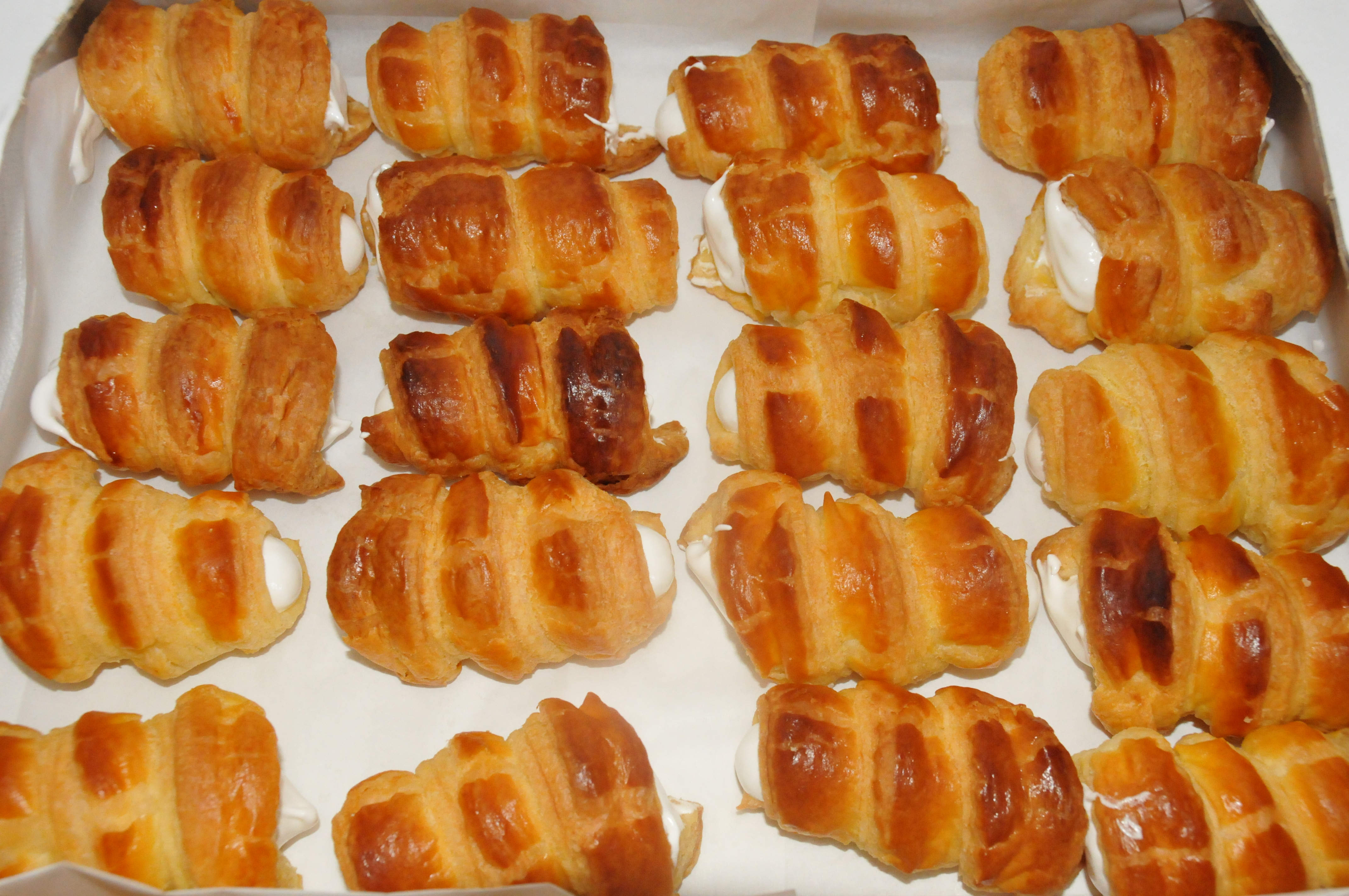
Österreichische Schaumrollen

Schillerlocken, insbesondere in Österreich auch als Schaumrollen bezeichnet, sind ein tüten- oder rollenförmiges Gebäck aus Blätterteig, das gesüßt mit Schlagsahne oder Creme, ungesüßt mit Ragouts, Salaten oder Pürees gefüllt wird.
Zur Herstellung werden etwa drei Zentimeter breite, dünne Blätterteigstreifen spiralförmig um kegelförmige Blechhülsen gewickelt, mit Eistreiche bestrichen und ausgebacken. Die süße Variante wird vor dem Backen oft in Hagelzucker oder ohne Eistreiche in Puderzucker gewälzt.
Die Bezeichnung Schillerlocke geht auf das von Anton Graff zwischen 1786 und 1791 geschaffene Porträt von Friedrich Schiller zurück. Das Porträt zeigt Friedrich Schiller mit seiner blonden Lockenpracht in relativ lässiger Pose an einem Tisch sitzend. Dieses Porträt, das sich heute im Kügelgenhaus in Dresden befindet, wurde oft kopiert und fand auch große Verbreitung als Kupferstich, was die Entstehung der Namensgebung der Schillerlocke in der Öffentlichkeit zur Folge hatte.
Viel deutlicher als in Graffs Porträt zeigen sich die Locken Schillers in anderen Porträts, zum Beispiel in der Büste von Johann Heinrich Dannecker aus dem Jahr 1806.

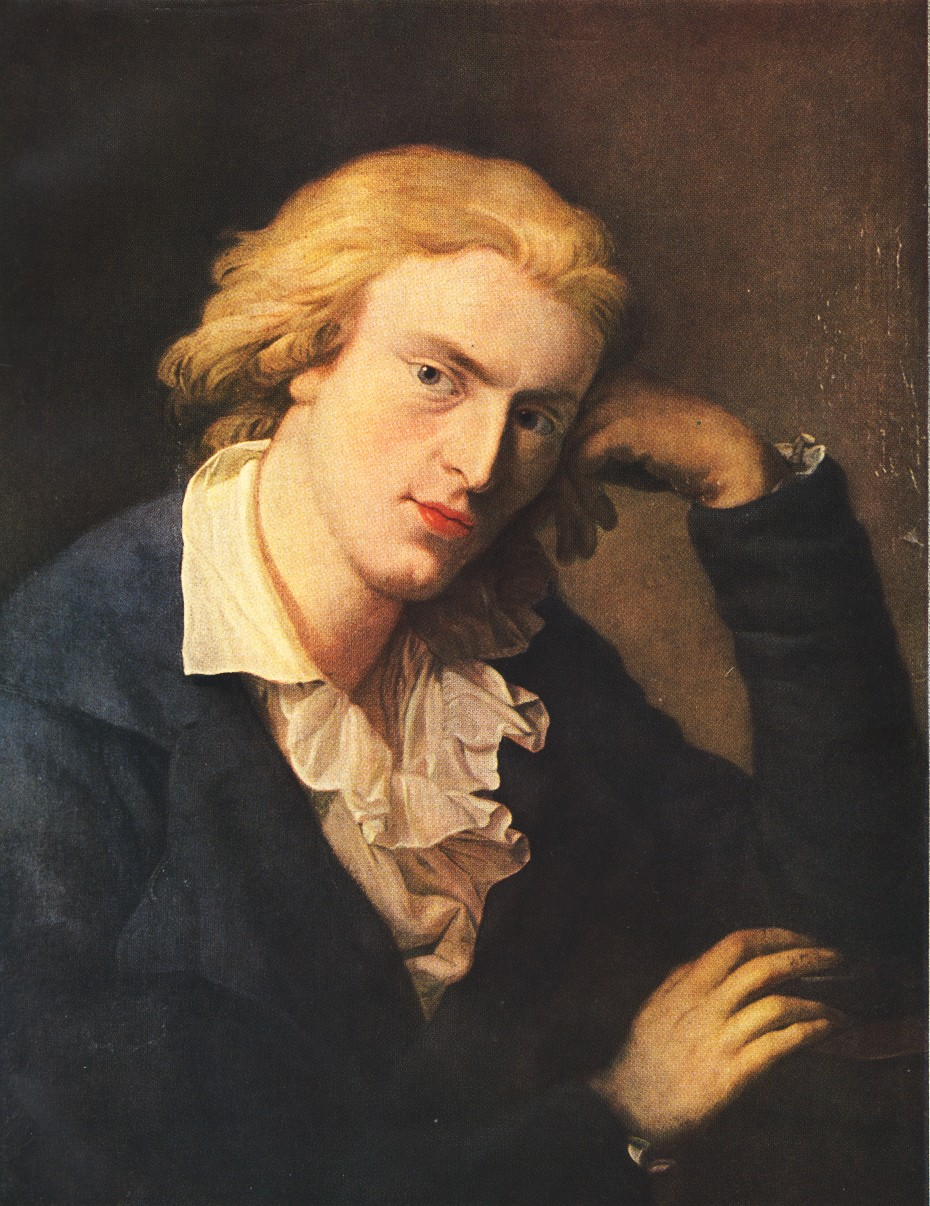
Anton Graff: Friedrich Schiller, 1791.
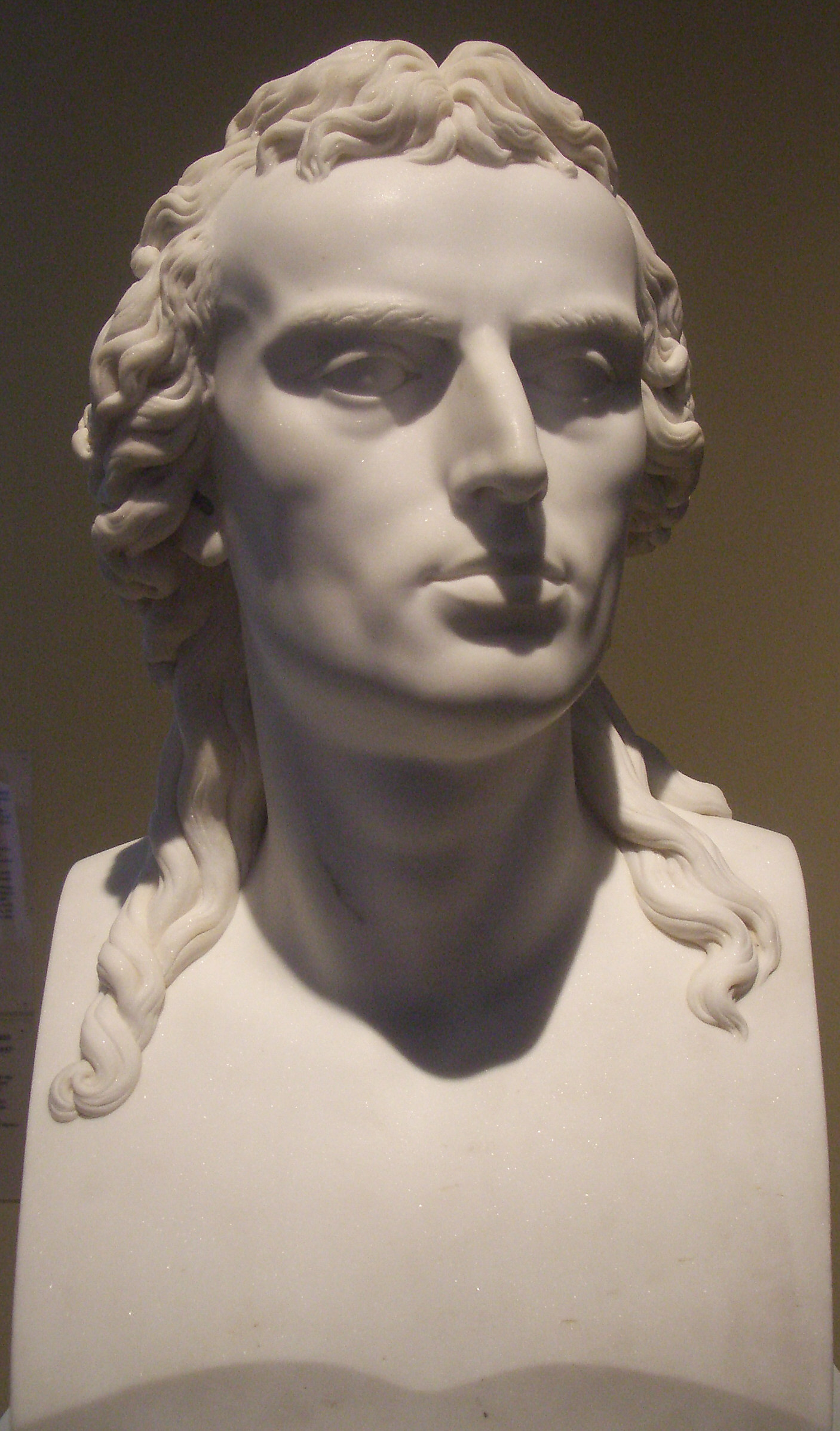
Johann Heinrich Dannecker: Friedrich Schiller, 1806.

## Weblinks

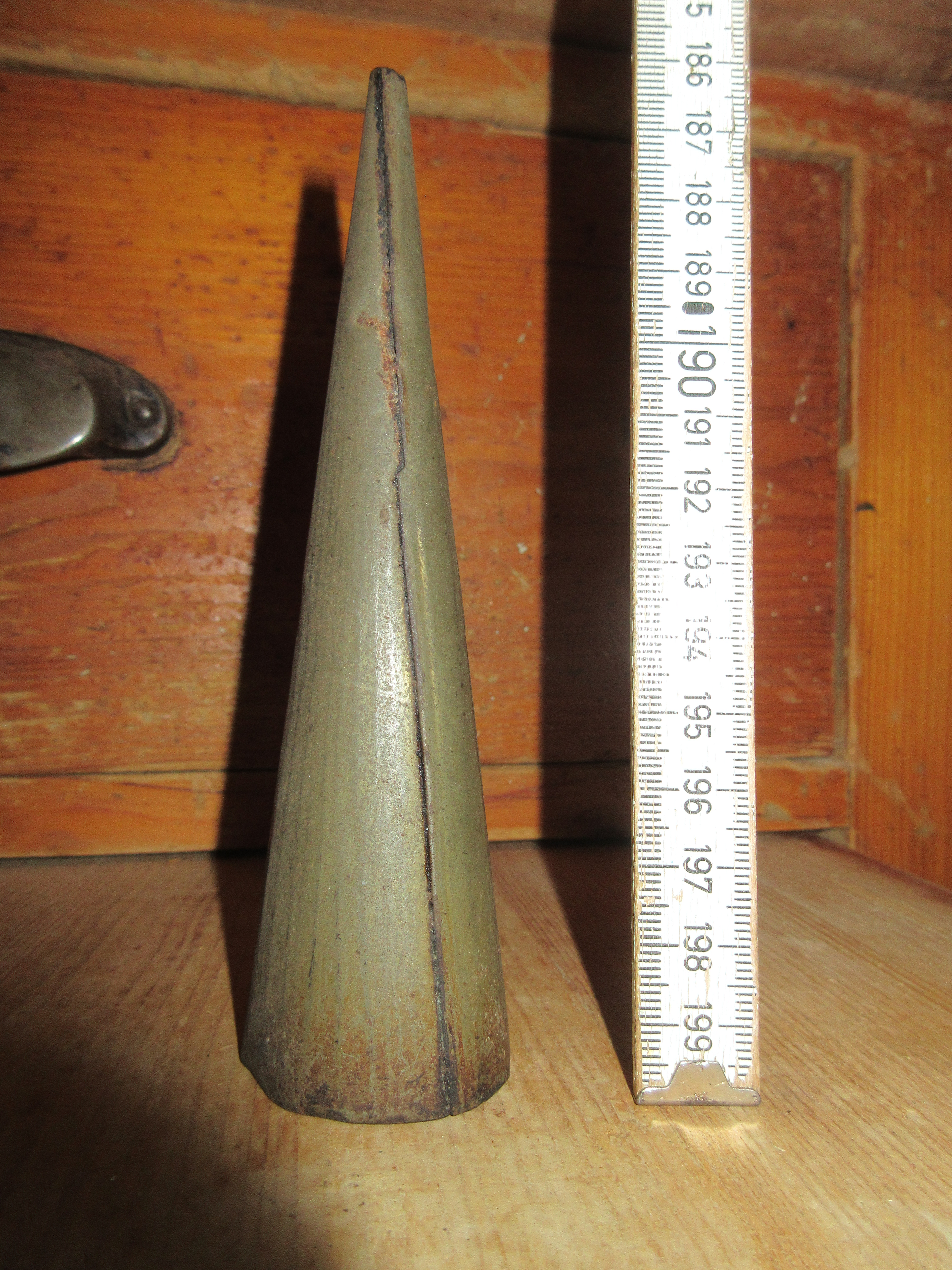
Kegelförmige Backform (Blechhülse) zur Herstellung von Schillerlocken.